# 卡馬古安市

卡馬古安市（西班牙語：Municipio Camaguán），是委內瑞拉的一個市，位於該國中部瓜里科州，首府設於卡馬古安，面積1,164平方公里，2001年人口18,041，人口密度每平方公里15人。